# В дълбините
„В дълбините“ (на английски: Underwater) е научнофантастичен екшън филм на ужасите от 2020 г. на режисьора Уилям Еубанк. Във филма участват Кристен Стюарт, Венсан Касел, Джесика Хенуик, Джон Галахър-младши, Мамуду Ати и Ти Джей Милър.
Филмът е пуснат в САЩ на 10 януари 2020 г. от 20th Century Fox.